# Feel (álbum)
Feel es el tercer álbum de estudio de la banda norteamericana de post-hardcore Sleeping with Sirens. Fue lanzado el 4 de junio de 2013 por Rise Records. El primer sencillo "Low" Fue lanzado el 23 de abril de 2013, seguido de "Alone" que fue lanzado el 21 de mayo del mismo año. Se vendieron 60.000 copias en la primera semana.
El 16 de octubre de 2013, el guitarrista Jesse Lawson anunció su salida de la banda, citando su deseo de pasar más tiempo con su familia y comenzar una nueva aventura musical. Después de la salida amistosa de Lawson la banda integró a Nick Martin como nuevo guitarrista

## Recepción del álbum
Feel recibió generalmente reseñas positivas de críticos de música por el talento vocal de Kellin Quinn ya que tiene una gran versatilidad para cantar.
Tan sólo en su primera semana, el tercer álbum de estudio de Sleeping With Sirens, alcanzó las 60000 copias vendidas.

## Lista de canciones
| N.º | Título                                                    | Duración |  |
| 1.  | «Feel»                                                    | 4:37     |  |
| 2.  | «Here We Go»                                              | 3:14     |  |
| 3.  | «Free Now»                                                | 3:49     |  |
| 4.  | «Alone» (con Machine Gun Kelly)                           | 3:48     |  |
| 5.  | «I'll Take You There» (con Shayley Bourget de Dayshell)   | 4:00     |  |
| 6.  | «The Best There Ever Was» (con Chris Fronzak de Attila)   | 3:17     |  |
| 7.  | «Low»                                                     | 3:36     |  |
| 8.  | «Congratulations» (con Matty Mullins de Memphis May Fire) | 4:39     |  |
| 9.  | «Déjà Vu»                                                 | 3:11     |  |
| 10. | «These Things I've Done»                                  | 3:22     |  |
| 11. | «Sorry»                                                   | 2:59     |  |
| 12. | «Satellites»                                              | 3:37     |  |

## Personal
Sleeping with Sirens
- Kellin Quinn - Voz, teclados, programación
- Jack Fowler - Guitarra solista
- Jesse Lawson - Guitarra rítmica
- Justin Hills - Bajo
- Gabe Barham - Batería

## Posicionamiento
| Lista (2013)                            | Mejor posición |
| --------------------------------------- | -------------- |
| Australia (Australian Albums Chart)     | 14             |
| Estados Unidos (Billboard 200)          | 3              |
| Estados Unidos (Top Rock Albums)        | 2              |
| Estados Unidos (Top Independent Albums) | 2              |
| Reino Unido (UK Albums Chart)           | 36             |